# ハリー・ダニエルズ
ハリー・ダニエルズ（英語: Harry Daniels, VC, MC 1884年12月13日 - 1953年12月13日）は、イギリス陸軍の軍人。第一次世界大戦に従軍し、敵前における勇敢さに対して贈られるヴィクトリア十字章を与えられた。最終階級は陸軍中佐（Lieutenant-Colonel）。

## 略歴
パン屋の13番目の子供として生まれる。少年の頃に陸軍に入隊し、英領インドで勤務する。
当時30歳のダニエルズ中隊最先任上級曹長（ライフル旅団 (王配所有)第2大隊所属）は、フランス北部で行われたヌーヴ＝シャペルの戦いに参加。1915年3月12日、ヌーヴ＝シャペルにて、ダニエルズの部隊は機関銃と鉄条網で防備された無人地帯を突破し、ドイツ帝国軍の塹壕まで前進するように命令を受けた。ダニエルズともう一人の兵士セシル・ノーブル下級伍長は自発的にカッターを携えて駆け出し、鉄条網の切断に成功した。二人は負傷し、ノーブルは後に傷がもとで死去した。この行動でヴィクトリア十字章を受章した。
西部戦線でのさらなる活躍により軍事十字章も授与された。
ヴィクトリア十字章はウィンチェスターの王立グリーン・ジャケッツ連隊博物館に展示されている。故郷のウィンダムには、ダニエルズの名を冠した通りが存在する。
1930年に少佐の階級で退役したが、1933年12月に募兵官として復帰し1942年まで仕事を続けた。1953年、心不全で死去。